# منتخب بوهيميا لهوكي الجليد
منتخب بوهيميا لهوكي الجليد هو ممثل مملكة بوهيميا الرسمي في المنافسات الدولية في هوكي الجليد .